# Kaugachhi
Kaugachhi è una suddivisione dell'India, classificata come census town, di 13.904 abitanti, situata nel distretto dei 24 Pargana Nord, nello stato federato del Bengala Occidentale. In base al numero di abitanti la città rientra nella classe IV (da 10.000 a 19.999 persone).

## Geografia fisica
La città è situata a 22° 48' 20 N e 88° 23' 37 E.

## Società

### Evoluzione demografica
Al censimento del 2001 la popolazione di Kaugachhi assommava a 13.904 persone, delle quali 7.115 maschi e 6.789 femmine. I bambini di età inferiore o uguale ai sei anni assommavano a 1.368, dei quali 737 maschi e 631 femmine. Infine, coloro che erano in grado di saper almeno leggere e scrivere erano 10.000, dei quali 5.434 maschi e 4.566 femmine.